# Iscrtkana bedrenika
Iscrtkana bedrenika (bedrenica sinja, lat. Pimpinella tragium), biljna vrsta iz roda bedrenika, porodica štitarki. Postoji više podvrsta.

## Podvrste
1. Pimpinella tragium subsp. depressa (Spreng.) Tutin, Grčka
2. Pimpinella tragium subsp. glauca (C.Presl) C.Brullo & Brullo, Sicilija
3. Pimpinella tragium subsp. lithophila (Schischkin) Tutin, Španjolska; Baleari (Mallorca); Francuska; Italija; Sicilija; Hrvatska; Makedonija; Albanija; Rumunjska; Bugarska; Turska; Ukrajina; Krim; Maroko; Kazahstan; Turkmenistan; Azerbajdžan (Talysh); Irak; Iran; Libanon; Oman (Dhofar)[1]
4. Pimpinella tragium subsp. polyclada (Boiss. & Heldr.) Tutin raste i u Hrvatskoj[2], nadalje i u Crnoj Gori; Srbija i Kosovo; Makedonija; Albanija; Bugarsžka; Grčka; Turska (uključujući europsku Tursku)
5. Pimpinella tragium subsp. pseudotragium (DC.) Matthews, Gruzija[kavkaz]; Armenija; Azerbajdžan (uključujući Nahičevan); Turska
6. Pimpinella tragium subsp. titanophila (Woronow) Tutin, Rumunjska; Bugarska; južnoauropska Rusija; srednjeeuropska Rusija; istočnoeuropska Rusija; Moldova; Ukrajina; Krim; sjeverni Kavkaz.
7. Pimpinella tragium subsp. tragium, Francuska; Sicilija; Maroko; Alžir; Tunis; uvezena u Njemačku